# Televizní věž na Kamzíku

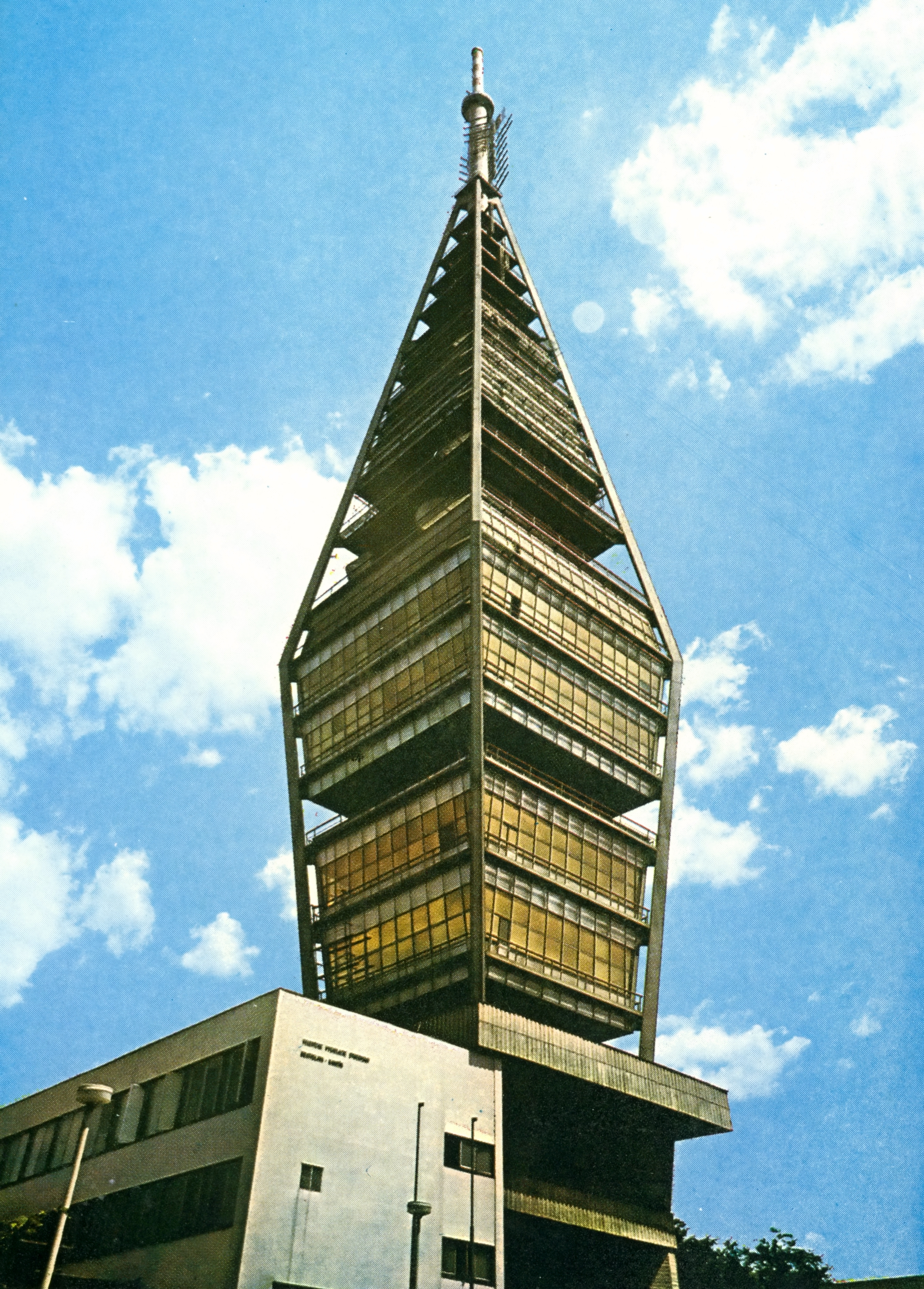

Televizní věž Kamzík je televizní věž v Bratislavě na vrchu Kamzík v Malých Karpatech v oblasti nazývané Koliba v nadmořské výšce 433 m. Je nejvyšší stavbou v Bratislavě. Byla postavena v roce 1975 a je vysoká 194 m.
Ve věži se ve výšce 70 m nachází restaurace Věž a vyhlídková plošina s výhledem na Bratislavu. Věž je jedním ze symbolů a orientačním bodem hlavního města. Základní kámen této stavby položili v roce 1967 a dokončena byla v roce 1975. Dosud je to nejvyšší věž na Slovensku a její architektonické, konstrukční a funkční řešení je dodnes inspirativní. Na jejím projektu se podílel kolektiv autorů Stanislav Májek, Jakub Tomašák, M. Jurica a Juraj Kozák. Celková výška stavby je 194 m a její vrchol je ve výšce 635 m.
Televizní věž Kamzík je příkladem spojení architektury a inženýrství v jednom díle. V době vzniku se v bývalém Československu stavěl i vysílač a horský hotel Ještěd u Liberce, který je českou stavbou století, a ve světě již stály televizní věže v městech (Berlín, Moskva) jako jejich jednoznačný identifikační bod.

## Popis
Televizní věž Kamzík se nachází v Bratislavském lesoparku a spadá do městské části Nové město. Vrch Kamzík má výšku 438,4 metrů nad mořem a je dobře viditelný ze širokého okolí, což zabezpečuje věži nejen dobré šíření signálu, ale i viditelné postavení. Téměř ze všech přístupových cest je to první viditelná stavba Bratislavy. Silueta věže z dálky je zřetelná a štíhlá.
Věž má do zhruba dvou třetin výšky tvar dvou čtyřstěnných komolých jehlanů spojených základnou, z jednoho vrcholu ční anténa vysílače kruhového průřezu, druhý je obrácen směrem k zemi. Středem věže probíhá čtvercové jádro. Věž je horizontálně rozdělena na platformy, označené písmeny od A do O odshora. Některé platformy jsou uzavřeny a obsahují funkční části, některé jsou otevřené a osazeny radiokomunikačními zařízeními.

## Funkce
Věž současně slouží vysílání i veřejnosti. Ze strany zabezpečení vysílání věž obsahuje vysílací jednotky, potřebnou technologii a zázemí. Na platformě J se nachází pracoviště centrálního monitorovacího systému s 24hodinovým provozem, který sleduje kvalitu vysílání všech televizních vysílačů na Slovensku.
Pro veřejnost jsou přístupné platformy D kavárna a E restaurace Věž. Do roku 1997 byla přístupná i vyhlídková plošina C, kterou uzavřeli pro nebezpečně silné větry. Restaurace se nachází ve výšce cca 70 m nad povrchem. Kuchyně restaurace se nachází u kavárny a pokrmy se přepravují do restaurace pomocí malých dopravních výtahů. Jedinečností restaurace je, že sezení je umístěno na točně, která pomalu poskytuje panoramatický výhled. Podobný mechanismus měla i vyhlídková restaurace Bystrica na Mostě SNP, ale nový provozovatel tuto atrakci neobnovil. Točna v restaurací je funkční.
Dispozičně jsou části pro veřejnost oddělené od vysílacího provozu, restaurace má samostatný vchod s malou kavárnou i vlastní výtah. Komunikačně je zajímavé, že obslužný výtah může zastavovat i na platformách pro veřejnost, ne však naopak. Dvojici výtahů doplňuje únikové schodiště. Na platformě B je přestupní místo, odkud vede výše jen malý montážní výtah a nouzový žebřík, které vedou uvnitř ocelové trubky nesoucí vysílače. Tento úsek je nebezpečný pro zdraví kvůli silnému elektromagnetickému vlnění.

## Konstrukce
Věž je jedinečná použitím spřažené konstrukce ze dvou materiálů. Jádro věže tvoří železobetonový prut čtvercové základny se stranou 7 m. Vnější konstrukci tvoří ocelové krabicové sloupy, které jsou nad platformou A přes ocelové nosníky spojené s jádrem. V této výšce železobetonová konstrukce končí a pokračuje ocelová trouba, která je zakončena vysílači v laminátové trubici, která tvoří nejvyšší část věže. Jednotlivé platformy jsou vetknuté do železobetonového jádra a v rozích zavěšené na ocelovou konstrukci. Ocelová konstrukce skeletu věže pro 17 plošin byla vyrobena v mostárně národního podniku VŽKG v Ostravě. V době projektování věže bylo řešení odvážným konstrukčním systémem, kdy železo betonové jádro je namáhané na tlak, ale ocelové pruty v rozích na tah. Pruty a jádro jsou spřaženy v železobetonovém soklu, síly jsou uzavřeny v systému a přeneseny do základů. Jehlanovitý tvar věže pomáhá překonávat horizontální zatížení.

## Vysílané stanice

### Televize
Z Kamzíku jsou šířeny následující slovenské multiplexy:
|        | Multiplex    | Kanál | Kmitočet | Výkon (ERP) | Polarizace |
| ------ | ------------ | ----- | -------- | ----------- | ---------- |
| DVB-T  | 1. multiplex | 39    | 618 MHz  | 50 kW       | vertikální |
| DVB-T  | 2. multiplex | 37    | 602 MHz  | 50 kW       | vertikální |
| DVB-T  | 3. multiplex | 44    | 658 MHz  | 50 kW       | vertikální |
| DVB-T2 | 4. multiplex | 27    | 522 MHz  | 50 kW       | vertikální |

### Rozhlas
Přehled rozhlasových stanic vysílaných z Kamzíku:
|    | Stanice             | Kmitočet  | Výkon (ERP) | Polarizace   |
| -- | ------------------- | --------- | ----------- | ------------ |
| FM | Rádio FM            | 89,3 MHz  | 10 kW       | horizontální |
| FM | Rádio Lumen         | 93,8 MHz  | 5,6 kW      | horizontální |
| FM | Fun Radio           | 94,3 MHz  | 100 kW      | horizontální |
| FM | Rádio Slovensko     | 96,6 MHz  | 100 kW      | horizontální |
| FM | Rádio Regina        | 99,3 MHz  | 10 kW       | horizontální |
| FM | Rádio Vlna          | 101,8 MHz | 100 kW      | horizontální |
| FM | Rádio Devín         | 104,4 MHz | 5 kW        | horizontální |
| FM | Europa 2            | 104,8 MHz | 50 kW       | horizontální |
| FM | Rádio Jemné Melódie | 106,6 MHz | 10 kW       | horizontální |
| FM | Rádio Expres        | 107,6 MHz | 10 kW       | vertikální   |

Z Kamzíku se vysílá i digitální rozhlas DAB+:
|      | Multiplex     | Kanál | Kmitočet    | Výkon (ERP) | Polarizace |
| ---- | ------------- | ----- | ----------- | ----------- | ---------- |
| DAB+ | DAB+ Towercom | 12C   | 227,360 MHz | 3,6 kW      | vertikální |